# جون مارتن (لاعب كرة قدم)
جون مارتن (بالإنجليزية: John Martin)‏ (24 ديسمبر 1979 بدبلن في جمهورية أيرلندا - ) هو لاعب كرة قدم أيرلندي في مركز الوسط. لعب مع نادي شامروك روفرز ونادي كلية جامعة دبلن ولونغفورد تاون ‏.

## وصلات خارجية
- جون مارتن على موقع قاعدة بيانات كرة القدم.إي يو (الإنجليزية)